# Sant’Ariano

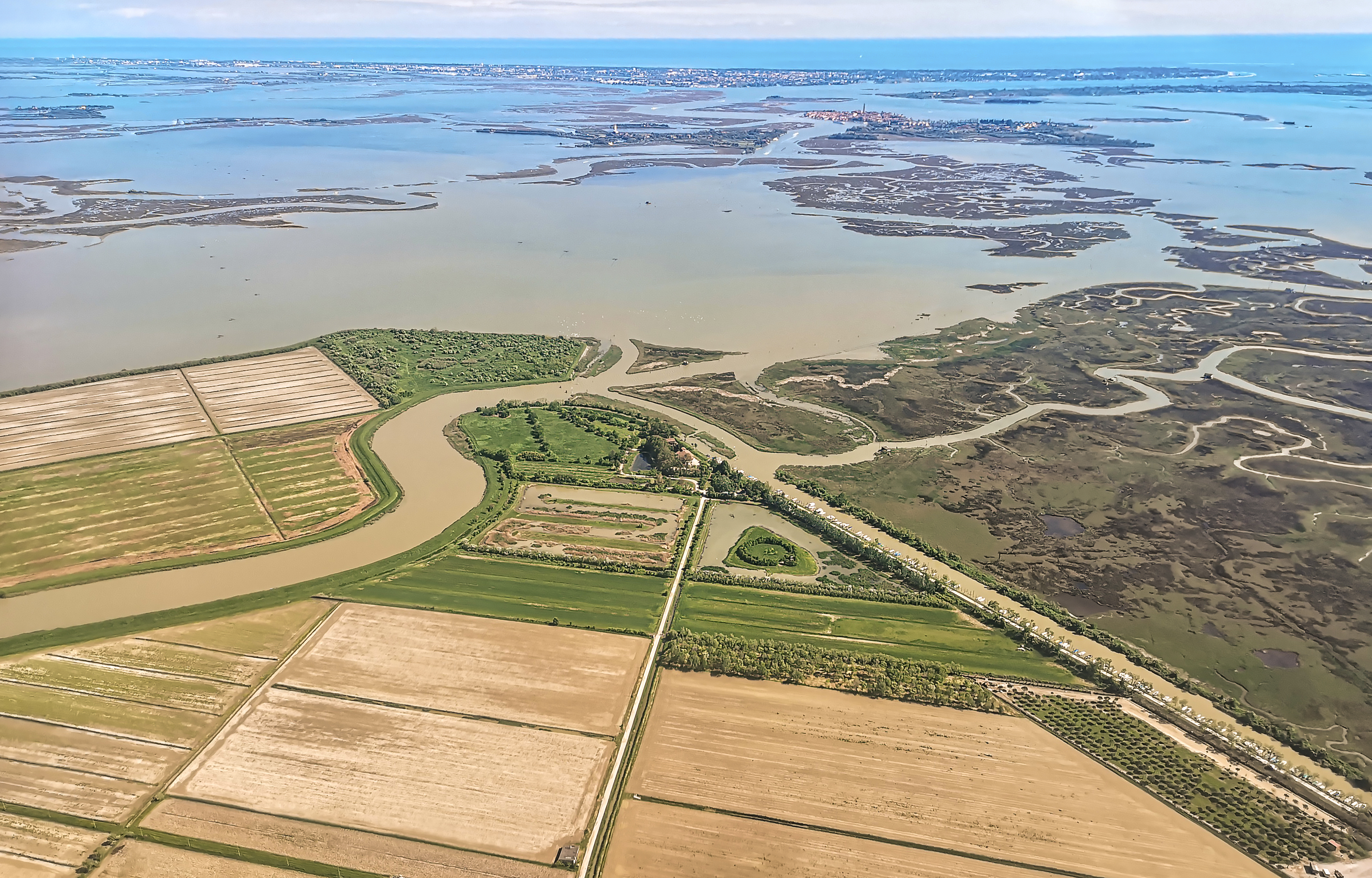
Die Lagune von Venedig südlich der Mündung des Flusses Dese mit Torcello und Burano (2019)

Sant’Ariano ist eine sich von Westen nach Osten erstreckende ca. 2,6 ha große Insel in der Lagune von Venedig. Sie liegt nordöstlich der venezianischen Inseln Murano und Torcello in der laguna morta, dem nördlichen Teil der Lagune von Venedig, in dem die Gezeiten nicht mehr bemerkbar sind.

## Geschichte
Erstmals besiedelt wurde die Insel um das Jahr 500 von Einwohnern der römischen Stadt Altino, die wohl gleichzeitig die Insel Mazzorbo besiedelten.
Auf der Insel entstand um 1160 das Kloster Sant’Adriano, das auch eine Kirche besaß. Es existierten zu dieser Zeit Brücken zu den Nachbarinsel. Ursprüngliche gehörte Sant’Ariano zu Costanziaca.
Der Verfall von Kloster und Kirche begann um 1400. 1439 verließen die letzten Nonnen die Insel und zogen in ein anderes Kloster. Auslöser waren wohl die erheblichen Umwelt-, Versorgungs- und Erreichbarkeitsprobleme durch den steigenden Meeresspiegel. Im Jahr 1510 wurde von Resten der Kirche berichtet.
1565 stimmte der Senat Venedigs einem Vorschlag der Gesundheitsbehörde zu, auf der Insel eine Mauer zu erbauen und zur Aufnahme exhumierter Leichen ein Ossuarium einzurichten, um die zahlreichen Kleinfriedhöfe Venedigs („campielli dei morti“) zu entlasten und „wildes Bestatten“ unter den Pflastern der Gassen zu verhindern. Auf einer Zeichnung Thomasso Scalfurottos von 1779 ist die Gebeinlagerstätte mit einer kleinen Kirche hinter der Mauer erkennbar. Von Ende des 17. bis Anfang des 18. Jahrhunderts wurden angeblich einige Gebeine aufgenommen, um in der Zuckerraffinierung Verwendung zu finden.
1837 wurde der Friedhof auf San Michele als Zentralfriedhof für Venedig eingerichtet.
Im Sommer 1998 betrieb der italienische Funkamateur Paolo Toscano im Rahmen eines Wettbewerbs einmalig eine Funkstation am Südufer der Insel.
Der Zustand der Gesamtanlage war im Jahr 1999 sehr schlecht. Der Standort der alten Gebäude war nicht mehr nachweisbar.
Nach Berichten ist das Ossuarium heute von Brombeerensträuchern überwuchert und nicht begehbar. Die menschlichen Überreste sollen meterhoch aufgeschüttet sein.

## Bauwerke
- Ein Schiffsanleger liegt bei 45° 30' 09.38" N, 012° 26' 17.71" E.
- Eine ca. zwei Meter hohe Mauer umfasst das ca. 100 × 70 Meter große Gelände des Ossuariums.
- An der Südseite der Mauer, ca. 50 m westlich des Schiffsanlegers, steht ein Torhaus. Das ursprünglich aus Holz gefertigte Eingangstor existiert seit mindestens 1998 nicht mehr; die Öffnung wurde zugemauert.
- Auf der Insel stehen zwei kleinere Gebäude, darunter eine stark beschädigte, teilweise verfallene Kapelle.

Im Westen, Norden und Osten der Insel sind Strukturen erkennbar, die durch ihre Ausprägung künstlich erschaffen wirken und an Hafenanlagen erinnern.